# آکیهیرو ۵۳۵۵
سیارک ۵۳۵۵ (به انگلیسی: 5355 Akihiro، نامگذاری:1991CA) پنج هزار و سیصد و پنجاه و پنجمین سیارک کشف شده‌است که در ۳ فوریه ۱۹۹۱ کشف شد.
قدر مطلق سیارک برابر ۱۳٫۲۰ است.